# Hinche
Hinche este o comună din arondismentul Hinche, departamentul Centre, Haiti, cu o suprafață de 588,4 km2 și o populație de 109.916 locuitori (2009).